# Artilleriewerk Faulensee

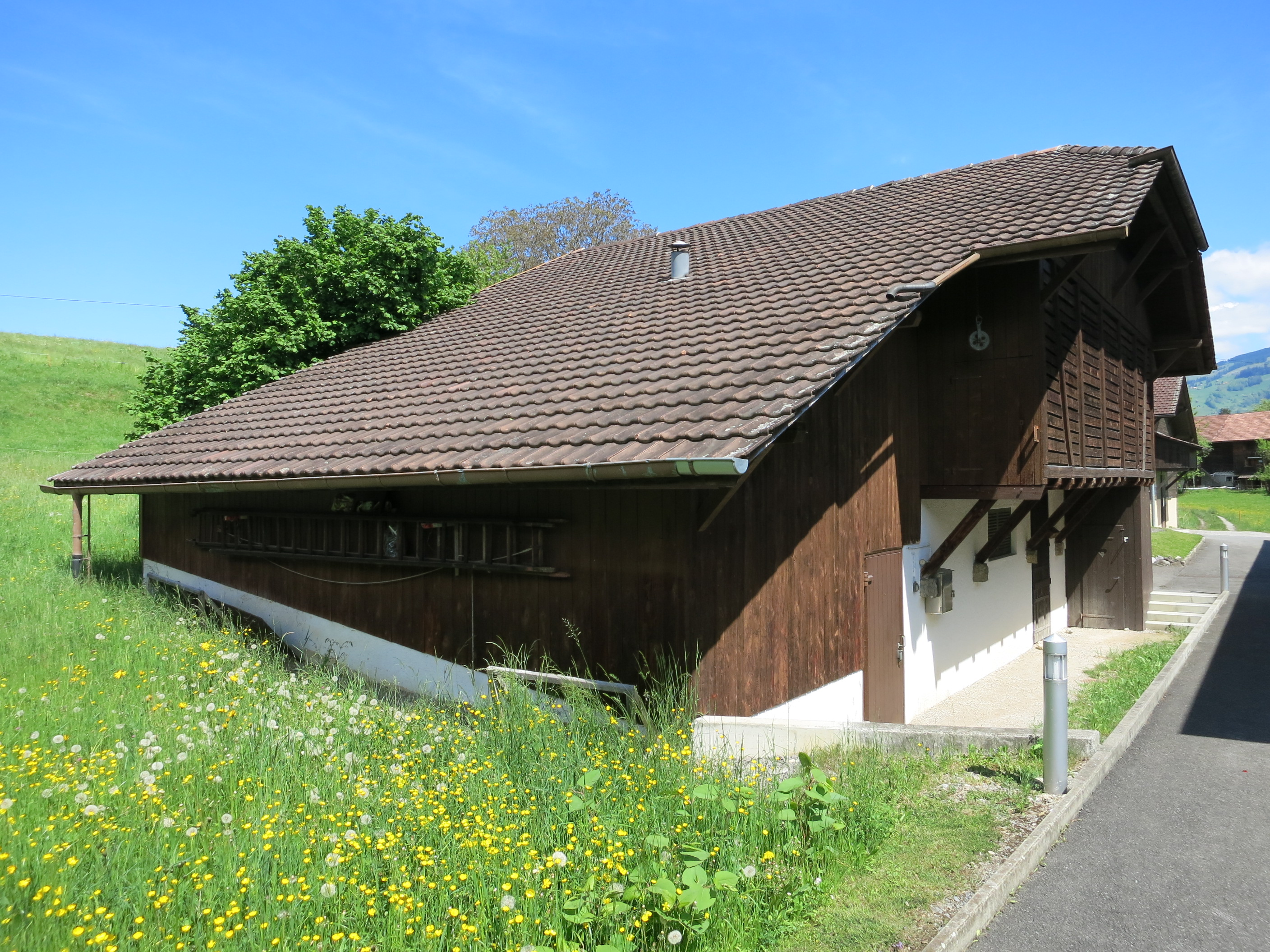
Geschützstand 2

Das Artilleriewerk Faulensee (Armeebezeichnung «See» A 1954) ist ein als landwirtschaftliche Scheunen getarntes Artilleriewerk im Kanton Bern, das seine vier Waffenstellungen mit ihren 10,5-cm-Artilleriekanonen perfekt in das Ortsbild integriert und somit nur für das geübte Auge als militärische Einrichtung erkennbar ist.

## Das Werk
Die vier Bunker beinhalten
- Geschützstand
- Feuerleitstelle
- Unterkunft für die Mannschaft
- Küche

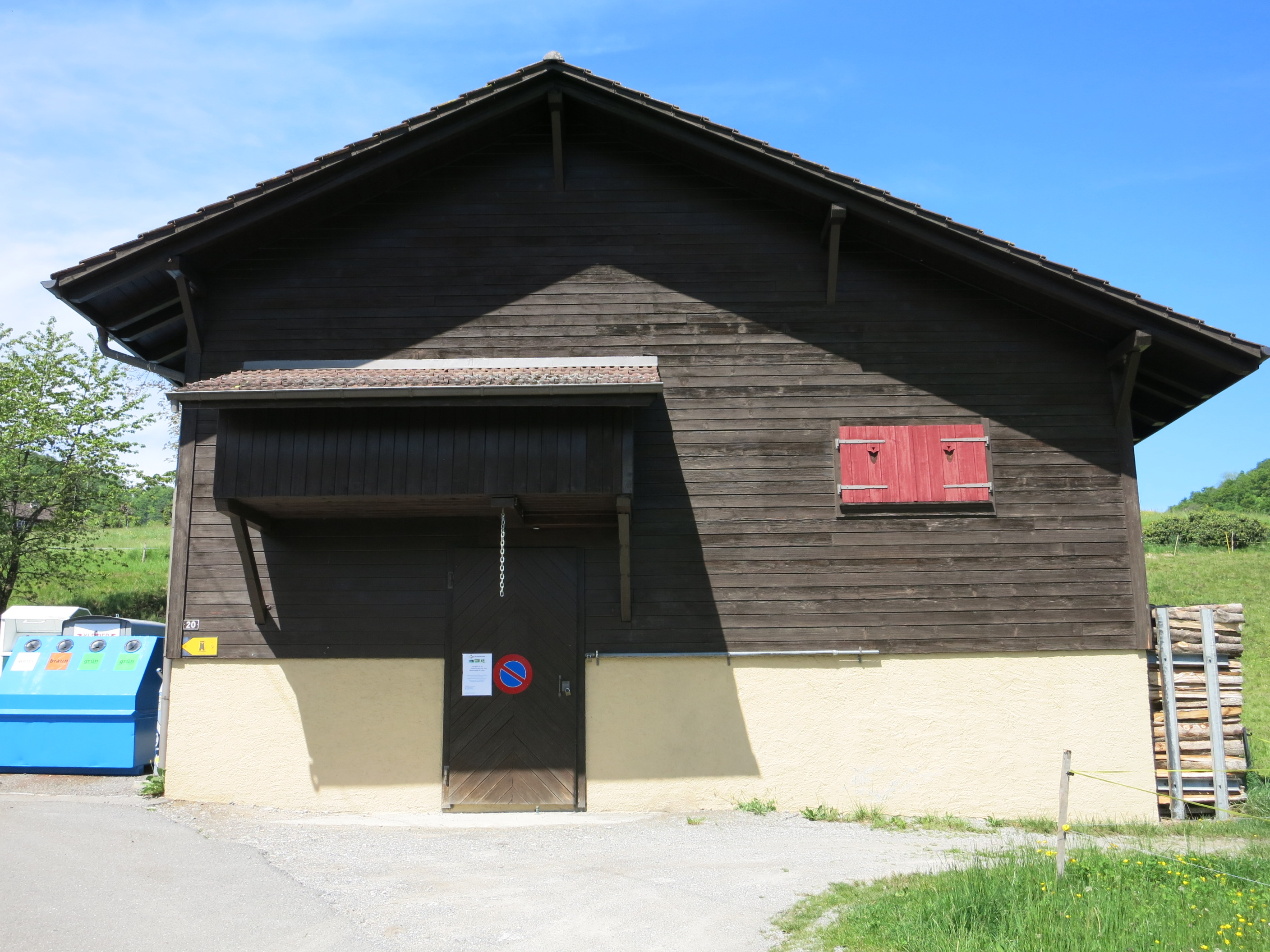
Geschützstand 1

Die Feuerleitstelle

- Maschinenraum mit Lüftung und Gasschutz für Feuerleitstelle und Notstromanlage
- Munitionsmagazine für je 800 Granaten
- Technikraum für Kollektivmaskenschutz der Geschützmannschaft.

Die vier Bunker sind allesamt durch einen 160 Meter langen unterirdischen Gang miteinander verbunden. Jeder besass einen Schlafraum für 6–7 Mann.

## Geschichte
Im Kriegsjahr 1941 wurde das Werk in einer Rekordbauzeit von etwa sechs Monaten im Rohbau erstellt. Anschliessend erfolgten die technischen Installationen und der Waffeneinbau, so dass das Werk Mitte 1943 einsatzbereit der Truppe übergeben werden konnte. Bis zur Fertigstellung des Werks war geplant, dass bei einer entsprechenden Bedrohung eine mobile Artilleriebatterie am Standort des Werks eingesetzt worden wäre. 
Während des Kalten Krieges war die geheime Anlage für den operativen Sperrauftrag der Reduitbrigade 21 ein wichtiger Stützpunkt.
Die rasante Weiterentwicklung der Waffensysteme, aber auch die veränderte Bedrohung waren der Grund, dass das Objekt nach gut 50 Jahren Dienst Ende 1993 ausgemustert wurde. Seit 2001 kann das interessante Werk, das als Bautyp einmalig ist, als historisches und kulturelles Zeugnis von nationaler Bedeutung besichtigt werden.

## Bewaffnung

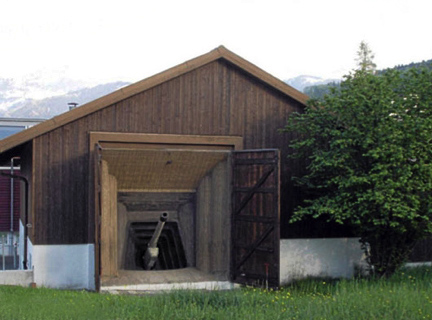
Geöffnete Scharte G2

Im Werk Faulensee waren im Aktivdienst nur Truppengeschütze im Einsatz, die durch die Truppe von den mobilen Spreizlafetten auf die Parallelhebellafetten umgerüstet wurden. Ab 1948 besass das Artilleriewerk Faulensee eine permanente Bewaffnung mit 10,5-cm-Kanonen des Typs 1935 L42 als fest eingebautes Befestigungsgeschütz. Pro Geschütz konnten 4–5 Schuss pro Minute abgefeuert werden. Die Artilleriestellung wurde 1940 von der Schweren Motorkanonenbatterie 135 und ab 1941 von der Schweren Motorkanonenbatterie 126 betrieben.

## Mannschaft
In den 1970er Jahren betrug der Bestand 138 Mann, davon 20 für die Aussenverteidigung, 24 Mann für den Fliegerabwehrschutz und 2 Motorfahrer.
Eine Geschützmannschaft bestand aus 7–9 Mann:
- Geschützführer
- Richter
- Verschlusswart
- Tempierer
- Lader
- 1–2 Munitionsträger
- 1–2 Geschossträger

## Zielraum
Mit dem Artilleriewerk Faulensee konnte man die Aaretal- und die Gürbetalachse bis über den Raum Steffisburg respektive Seftigen mit Feuer belegen. Mit Sperrstellen in diesem Raum wäre ein vorstossender Gegner gestoppt oder zumindest verzögert worden, sodass er ein lohnendes Ziel für den Artilleriebeschuss dargestellt hätte.